# Kopačnica
Kopačnica je naselje u slovenskoj Općini Gorenjoj vasi - Poljane. Kopačnica se nalazi u pokrajini Gorenjskoj i statističkoj regiji Gorenjskoj. 

## Stanovništvo
Prema popisu stanovništva iz 2002. godine naselje je imalo 75 stanovnika.